# UTC+5:45
UTC+5:45 — часовой пояс Непала с 1986 года. Это время приблизительно соответствует среднему поясному времени в столице Непала, Катманду. До 1986 года в Непале действовало ещё более точное приближение — UTC+5:40 (точное время в Катманду — UTC+5:41:16).
UTC+5:45 — часовой пояс, использующийся в следующих государствах и территориях:

## В течение всегогода
- Непал